# Bảo tàng Stanisław Wyspiański
Bảo tàng Stanisław Wyspiański (tiếng Ba Lan: Muzeum Stanisława Wyspiańskiego) là một chi nhánh hiện không còn tồn tại của Bảo tàng Quốc gia ở Kraków.

## Lịch sử
Họa sĩ kiêm nhà văn Ba Lan Stanisław Wyspiański (1869 - 1907) là người khởi xướng thành lập bảo tàng này. Theo như di nguyện của Wyspiański, khi ông qua đời, những tác phẩm cuối đời của Wyspiański ở nhà riêng và xưởng vẽ tại làng Węgrzce sẽ được bàn giao lại cho bảo tàng. Đến năm 1920, nhà sưu tập Feliks Jasieński cũng đã đóng góp nhiều bức tranh chân dung và phong cảnh của cố nghệ sĩ cho bảo tàng này.
Năm 1932, Hội đồng thành phố Kraków quyết định thành lập Phòng trưng bày Stanisław Wyspiański, nhân dịp kỷ niệm 25 năm ngày mất của cố nghệ sĩ. Phòng trưng bày không chỉ giới thiệu các tác phẩm của Wyspiański mà còn giới thiệu những tác phẩm nghệ thuật của các họa sĩ và nhà điêu khắc Ba Lan khác. Ý tưởng thành lập một bảo tàng dành riêng cho cố nghệ sĩ Wyspiański đã ra đời từ thập niên 1970. Vì vậy, Bảo tàng Quốc gia ở Kraków đã khai trương chi nhánh mới là Bảo tàng Stanisław Wyspiański cho công chúng vào ngày 28 tháng 11 năm 1983, nhân dịp kỷ niệm 76 năm ngày mất của cố nghệ sĩ. Trong những năm đầu hoạt động, bảo tàng tổ chức triển lãm tại Nhà Długosz. Nhà Szołayski trở thành trụ sở của bảo tàng từ tháng 4 năm 2004 đến tháng 4 năm 2012.